# Phalaenopsis cornu-cervi
Phalaenopsis cornu-cervi (Фаленопсис оленерогий или Фаленопсис олений рог) — эпифитное трявянистое растение семейства Орхидные. Моноподиальное растение с сильно укороченным стеблем.
Вид не имеет устоявшегося русского названия, в русскоязычных источниках обычно используется научное название Phalaenopsis cornu-cervi. 
Английское название — Deer Antlered Phalaenopsis.

## Синонимы
- Polychilos cornu-cervi Breda, 1827 basionym
- Polystylus cornu-cervi (Breda) Hasselt ex Hassk., 1855
- Polystylus cornu-cervi var. picta Hassk., 1856
- Phalaenopsis de-vriesiana Rchb.f., 1860
- Phalaenopsis pantherina Rchb.f., 1864
- Polychilos pantherina (Rchb.f.) Shim, 1982
- Phalaenopsis thalebanii Seidenf., 1988
- Phalaenopsis cornu-cervi var. flava Braem ex Holle-De Raeve, 1990
- Phalaenopsis borneensis Garay, 1995
- Phalaenopsis cornu-cervi f. flava (Braem ex Holle-De Raeve) Christenson, 2001
- Phalaenopsis cornu-cervi f. sanguinea Christenson, 2001
- Phalaenopsis cornu-cervi f. thalebanii (Seidenf.) Christenson, 2001
- Phalaenopsis cornu-cervi f. chattaladae D.L.Grove, 2006
- Phalaenopsis cornu-cervi f. borneensis (Garay) O.Gruss & M.Wolff, 2007
- Phalaenopsis cornu-cervi var. pantherina (Rchb.f.) O.Gruss & M.Wolff, 2007
- Phalaenopsis cornu-cervi f. picta (Hassk.) O.Gruss & M.Wolff, 2007

## Биологическое описание

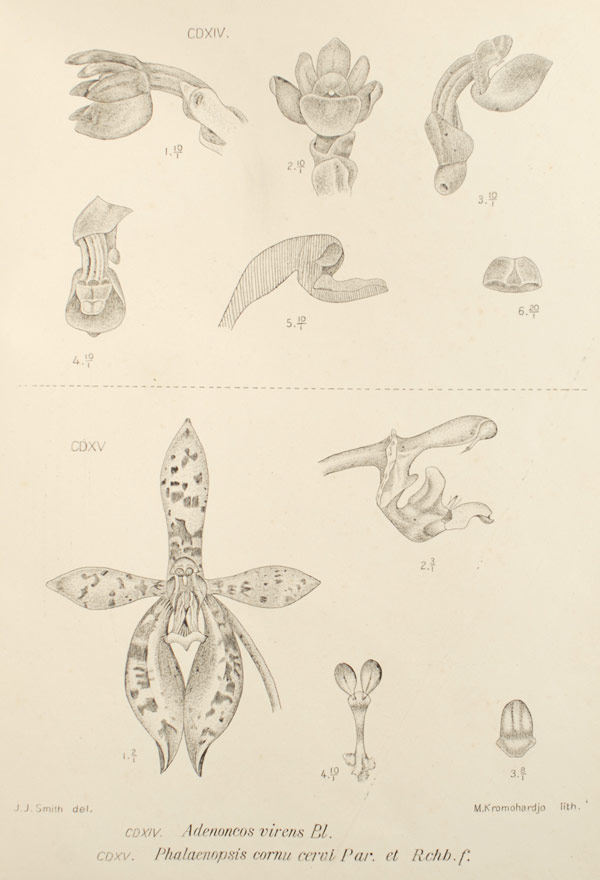
Ботаническая иллюстрация — строение цветка Phalaenopsis cornu-cervi. Из книги Smith, Johann Jacob, «Die Orchideen von Java» 1914

Стебель до 5 см длиной, скрыт основаниями 4—6 листьев. 

Листья зелёные, до 22 см длиной и около 3—4 см шириной светло зелёного цвета. 

Цветонос долгоживущий, уплощённый, украшенный по бокам выступающими брактеями, 20—45 см длиной, светло-зеленого цвета на конце слегка расширяется и напоминает формой рога. Несет до 12 цветков. 

Цветки 2,5—4 см в диаметре, ароматные, плотные, желто-зелёные с красно-коричневыми поперечными полосками. Изменчивость окраски цветов на протяжении ареала весьма значительна. 

Сезон цветения май-август.

## Распространение,экологическиеособенности
Бирма, Индия (Северо-Восток), Никобарские острова, Индонезия
(Суматра, Ява, Калимантан), Лаос, Малайзия (Сабах, Саравак), Филиппины (Палаван), Таиланд, Вьетнам.
Эпифит на стволах и ветвях деревьев, реже литофит в лесах от 200 до 1000 метров над уровнем моря.
Фаленопсис оленерогий включен в Приложение II Конвенции CITES. Цель Конвенции состоит в том, чтобы гарантировать, что международная торговля дикими животными и растениями не создаёт угрозы их выживанию.

## В культуре

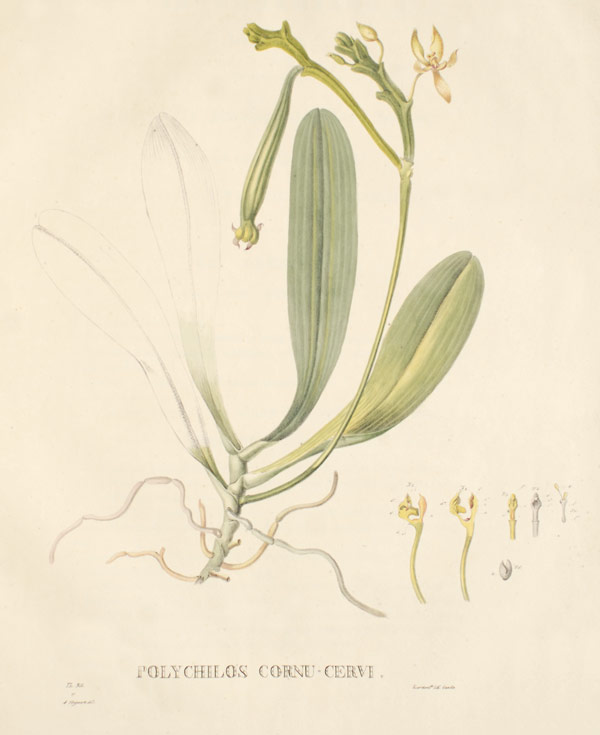
Phalaenopsis cornu-cervi из книги «Genera et species orchidearum et asclepiadearum quas in itinere per insulam Java» 1829 г.

Живой экземпляр впервые доставлен в Европу в 1864 году. 

Температурная группа — теплая.
Относительно светолюбив. Требования к освещению: 1200—1500 FC, 12919—16140 lx.
Дополнительная информация о агротехнике в статье Фаленопсис.

## Некоторые первичныегибриды(грексы)

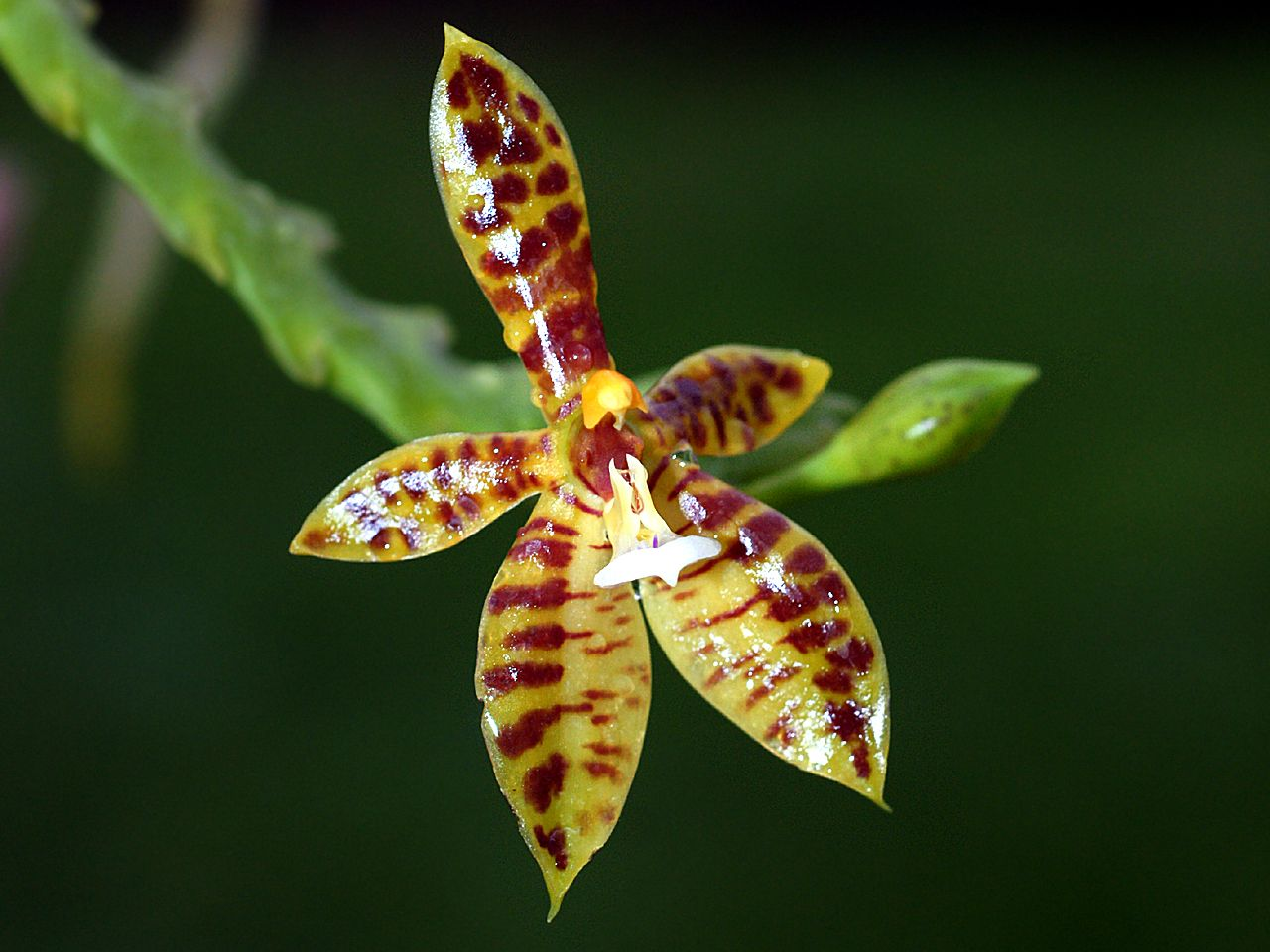
Phalaenopsis cornu-cervi

- Adri Witanta Husada — javanica х cornu-cervi (Atmo Kolopaking) 1986
- Ayleen — schilleriana х cornu-cervi (T. Sukarya) 1980
- Cesario Gene Tobia — cornu-cervi х bellina (Cesario Gene Tobia) 2003
- Charm — maculata х cornu-cervi (Dr Henry M Wallbrunn) 1987
- Corbriata — cornu-cervi х fimbriata (Fredk. L. Thornton) 1968
- Cornustris — cornu-cervi х equestris (Dr Henry M Wallbrunn) 1967
- Corona — cornu-cervi х amboinensis (Shaffer’s Tropical Garden) 1973
- Eiderstedt — cornu-cervi х venosa (Ayub S Parnata (O. Schumann)) 1985
- El Tigre — cornu-cervi х lueddemanniana (John. H. Miller) 1964
- Flores Moon — floresensis х cornu-cervi (Hou Tse Liu) 2004
- Golden Bantam — cornu-cervi х cochlearis (Dr Henry M Wallbrunn) 1970
- Herman Sweet — cornu-cervi х pulchra (Casa Luna) 2004
- Ibu Kasman — viridis х cornu-cervi (Atmo Kolopaking) 1978
- Jayamurni — modesta х cornu-cervi (Atmo Kolopaking) 1985
- Lincervi — lindenii х cornu-cervi (Fredk. L. Thornton) 1967
- Little Girl — fasciata х cornu-cervi (Mrs Helen Webb (Fredk. L. Thornton)) 1974
- Little Leopard — cornu-cervi х mariae (Dr Henry M Wallbrunn) 1973
- Little Star — cornu-cervi х amabilis (Royal Botanical Garden Peradeniya) 1962
- Lokelani — cornu-cervi х sanderiana (Oscar Kirsch) 1949
- Mancervi — mannii х cornu-cervi (Fredk. L. Thornton) 1967
- Robert Combremont — cornu-cervi х fuscata (Luc Vincent) 1995
- Stewed Corn — cornu-cervi х stuartiana (Fredk. L. Thornton) 1978
- Tiger Cub — cornu-cervi х sumatrana (Dr Henry M Wallbrunn) 1972
- x valentinii — cornu-cervi х violacea (природный гибрид) 1959